# József Fitos
József Fitos (Nova, 4 de noviembre de 1959-23 de noviembre de 2022) fue un futbolista y entrenador de fútbol húngaro que jugaba en la posición de centrocampista.

## Carrera

### Club
En 1971, comenzó a jugar al fútbol en el equipo Lenti. En 1978, se trasladó de aquí a Zalaegerszeg. Entre 1980 y 1985 fue jugador del Haladás. Tras ello, pasó al Honvéd, el exitoso equipo de los años 80, donde ganó tres títulos de liga con el equipo. En 1989, firmó un contrato en Grecia. Primero fue jugador del Panathinaikos y luego del Panionios. Regresó a casa en 1990 y actuó en la banda Újpesti Dózsa.

### En la selección
Entre 1985 y 1989, apareció en la selección nacional 12 veces. Dos veces miembro del equipo olímpico (1986-1987).

### Como entrenador
Comenzó su carrera como director de desarrollo juvenil del Budapest Honvéd, dirigió al Honvéd en tres partidos en NB I en 2002, luego trabajó para Ózdi FC, LSE Széfi-Fi y ASR Gázgyár. Desde 2017 fue entrenador de fútbol del Leányfalu SE. [2] A partir de 2021 gestionó el equipo de abastecimiento de la UDSE. [3]

## Vida personal
El 17 de febrero de 2017, el Tribunal de Distrito de Budapest lo condenó a un año y seis meses de prisión por dos cargos de fraude. La ejecución de la sentencia fue suspendida por un período de prueba de tres años. [4]

### Club
| Periodo   | Club                 |
| --------- | -------------------- |
| 1978-1980 | Zalaegerszegi TE     |
| 1980-1985 | Szombathelyi Haladás |
| 1985-1988 | Budapest Honvéd FC   |
| 1989      | Panathinaikos FC     |
| 1990      | Panionios FC         |
| 1990      | Újpest FC            |
| 1991-1992 | Hargita FC           |

### Selección nacional
Debutó con Hungría el 11 de diciembre de 1985 en la victoria por 3-1 ante Argelia en un partido amistoso en Monterrey, México y su último partido sería el 4 de junio de 1989 en la derrota por 0-2 ante Irlanda en la clasificación de UEFA para la Copa Mundial de Fútbol de 1990. Jugó 12 partidos con la selección nacional sin anotar goles.

### Entrenador
| Periodo   | Club               |
| --------- | ------------------ |
| 2002      | Budapest Honvéd FC |
| 2002-2008 | Ózdi FC            |
| 2008-2014 | Sze-Fi LSE         |
| 2014-2017 | ASR Gázgyár        |
| 2017      | Leányfalu SE       |
| 2021-2022 | USDE               |

## Logros
- Nemzeti Bajnokság I (3): 1985-86, 1987–88, 1988-89